# Metacyatholaimus cylindribucca
Metacyatholaimus cylindribucca är en rundmaskart som först beskrevs av Stekhoven 1950.  Metacyatholaimus cylindribucca ingår i släktet Metacyatholaimus och familjen Cyatholaimidae. Inga underarter finns listade i Catalogue of Life.